# Angela Whyte
Angela Whyte (née le 22 mai 1980 à Edmonton) est une athlète canadienne spécialiste du 100 mètres haies.

## Biographie
Le 18 mars 2016, Whyte se classe 5e de la finale lors des championnats du monde en salle de Portland sur 60 m haies en 7 s 99, derrière Nia Ali (7 s 81), Brianna Rollins (7 s 82), Tiffany Porter (7 s 90) et Andrea Ivančević (7 s 95).
Elle vit à Edmonton et est entraînée par Jeff Huntoon.

## Palmarès
| Date | Compétition                    | Lieu           | Résultat | Épreuve     | Temps     |
| ---- | ------------------------------ | -------------- | -------- | ----------- | --------- |
| 2001 | Jeux de la Francophonie        | Ottawa         | 4e       | 100 m haies | 13 s 09   |
| 2002 | Jeux du Commonwealth           | Manchester     | 5e       | 100 m haies | 13 s 17   |
| 2003 | Jeux panaméricains             | Saint-Domingue | 5e       | 100 m haies | 12 s 94   |
| 2004 | Jeux olympiques                | Athènes        | 6e       | 100 m haies | 12 s 81   |
| 2006 | Jeux du Commonwealth           | Melbourne      | 2e       | 100 m haies | 12 s 94   |
| 2007 | Jeux panaméricains             | Rio de Janeiro | 3e       | 100 m haies | 12 s 72   |
| 2007 | Championnats du monde          | Osaka          | 8e       | 100 m haies | 12 s 66   |
| 2010 | Jeux du Commonwealth           | New Delhi      | 2e       | 100 m haies | 12 s 98   |
| 2011 | Jeux panaméricains             | Guadalajara    | 2e       | 100 m haies | 13 s 09   |
| 2013 | Championnats du monde          | Moscou         | 6e       | 100 m haies | 12 s 78   |
| 2014 | Jeux du Commonwealth           | Glasgow        | 3e       | 100 m haies | 13 s 02   |
| 2016 | Championnats du monde en salle | Portland       | 5e       | 60 m haies  | 7 s 99    |
| 2018 | Jeux du Commonwealth           | Gold Coast     | 5e       | Heptathlon  | 5 898 pts |

## Records
| Épreuve           | Performance   | Lieu       | Date            |
| ----------------- | ------------- | ---------- | --------------- |
| 100 m haies       | 12 s 63       | Carson     | 20 mai 2007     |
| Saut en hauteur   | 1,72 m        | Gold Coast | 12 avril 2018   |
| Lancer du poids   | 13,26 m       | Azusa      | 16 avril 2014   |
| 200 m             | 23 s 60       | Windsor    | 14 juillet 2007 |
| Saut en longueur  | 6,23 m        | Azusa      | 17 avril 2014   |
| Lancer du javelot | 44,58 m       | Gold Coast | 13 avril 2018   |
| 800 m             | 2 min 18 s 39 | Woerden    | 27 août 2017    |
| Heptathlon        | 6 080 pts     | Moscow     | 5 mai 2007      |

| Épreuve          | Performance   | Lieu        | Date            |
| ---------------- | ------------- | ----------- | --------------- |
| 60 m haies       | 7 s 96        | Paris       | 13 février 2009 |
| Saut en hauteur  | 1,65 m        | Toronto     | 3 février 2018  |
| Lancer du poids  | 12,80 m       | Bloomington | 27 janvier 2018 |
| Saut en longueur | 6,17 m        | Seattle     | 12 février 2011 |
| 800 m            | 2 min 27 s 55 | Bloomington | 27 janvier 2018 |
| Pentathlon       | 4 035 pts     | Bloomington | 27 janvier 2018 |